# Roman Maikin
Roman Maikin (14 de agosto de 1990) es un ciclista ruso miembro del equipo Chengdu DYC Cycling Team.

## Palmarés
2014
- 1 etapa del Gran Premio de Sochi

2015
- 1 etapa del Tour de Kuban

2016
- 1 etapa del Tour de Estonia
- 1 etapa del Tour de Limousin

2020
- 1 etapa de la Vuelta a Serbia

2024
- Tour de Huangshan, más 1 etapa